# Phialanthus guantanamensis
Phialanthus guantanamensis är en måreväxtart som beskrevs av Attila L. Borhidi. Phialanthus guantanamensis ingår i släktet Phialanthus och familjen måreväxter.
Artens utbredningsområde är Kuba. Inga underarter finns listade i Catalogue of Life.